# Slussbruden

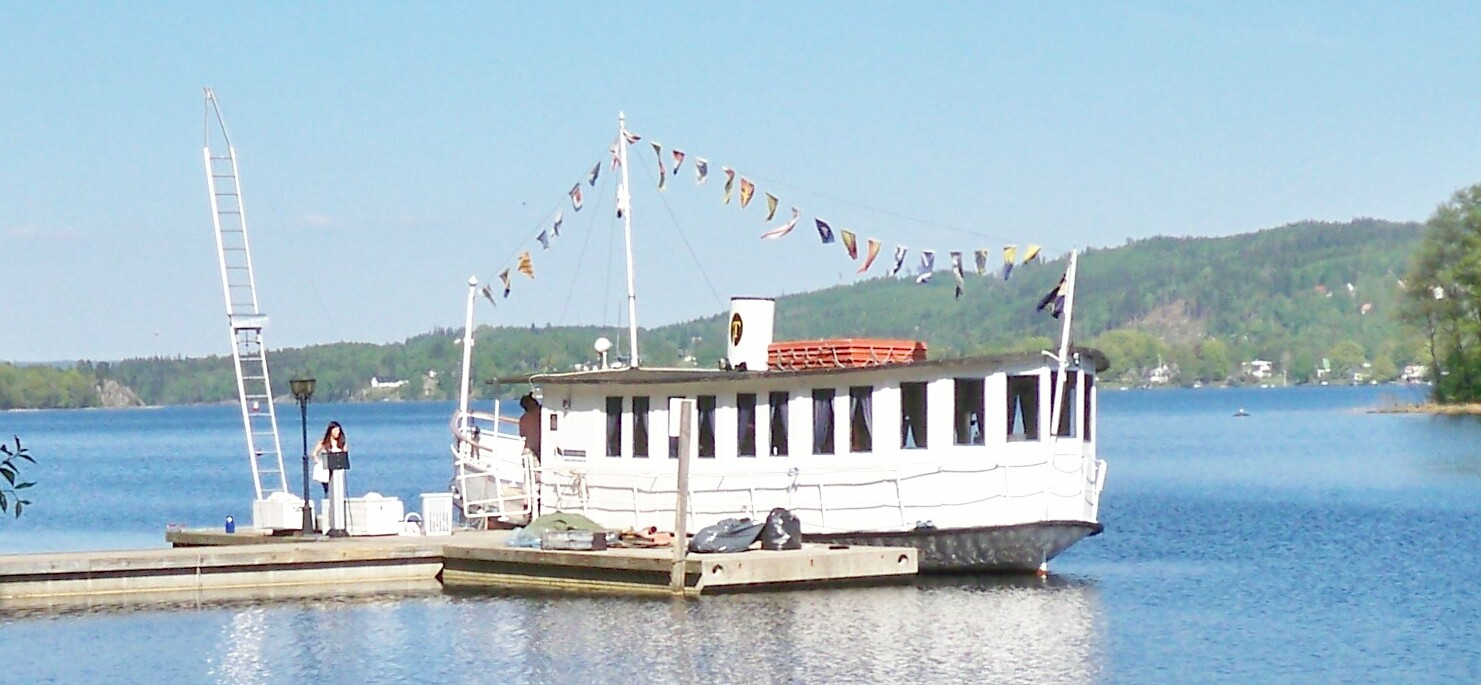
M/S Svanen var en av de båtar som trafikerade sjön Runn under namnet Slussbruden.

Slussbruden är namnet på ett antal passagerarbåtar som har trafikerat sjön Runn i Falun, Dalarna. Båtarna kördes och ägdes av Slussbruden Rederi AB.
Hamnen finns vid Slussen, invid kafé Slussvaktar'n, nära Kvarnberget. Båtarna gick sommartid i reguljär trafik mellan Slussen och Runns många öar och med specialkryssningar som hade olika teman.
Nuvarande M/S Slussbruden byggdes i Tyskland år 1964 och kom till Runn år 2001.